# 30769 Kaydash
30769 Kaydash este o planetă minoră (asteroid), cu un diametru de 3,23 km, din centura de asteroizi. A fost descoperită pe 25 septembrie 1984 la Stația Anderson Mesa de Brian A. Skiff⁠(d). 
Obiectul prezintă o orbită caracterizată de o semiaxă mare de 2,2214319 UAi, o excentricitate de 0,21, o înclinație de 6,53294 ° în raport cu ecliptica.